# 뉴욕 닉스
뉴욕 닉스(영어: New York Knicks)는 미국 뉴욕주 뉴욕 맨해튼 자치구를 연고지로 하는 NBA 동부 콘퍼런스 애틀랜틱 디비전 소속 프로 농구 팀이다. 홈 구장은 매디슨 스퀘어 가든이다. 포브스 지의 조사에서 미국 프로 농구 팀 중 자산가치가 가장 높은 팀(대략 6억 8천만$)으로 선정되기도 했다.

## 역사

### 아마레 스타더마이어, 카멜로 앤써니, 타이슨 챈들러의 입단 (2010~2011)
2010년 7월 5일 뉴욕 닉스는 전 피닉스 선스 포워드 겸 센터인 아마레 스타더마이어와 입단 계약에 합의한다. 7월 8일 사인 앤 트레이드를 통해 정식으로 입단하였고, 5년간 약 1억 달러를 지급하는 조건이었다.

## 역대 홈경기장

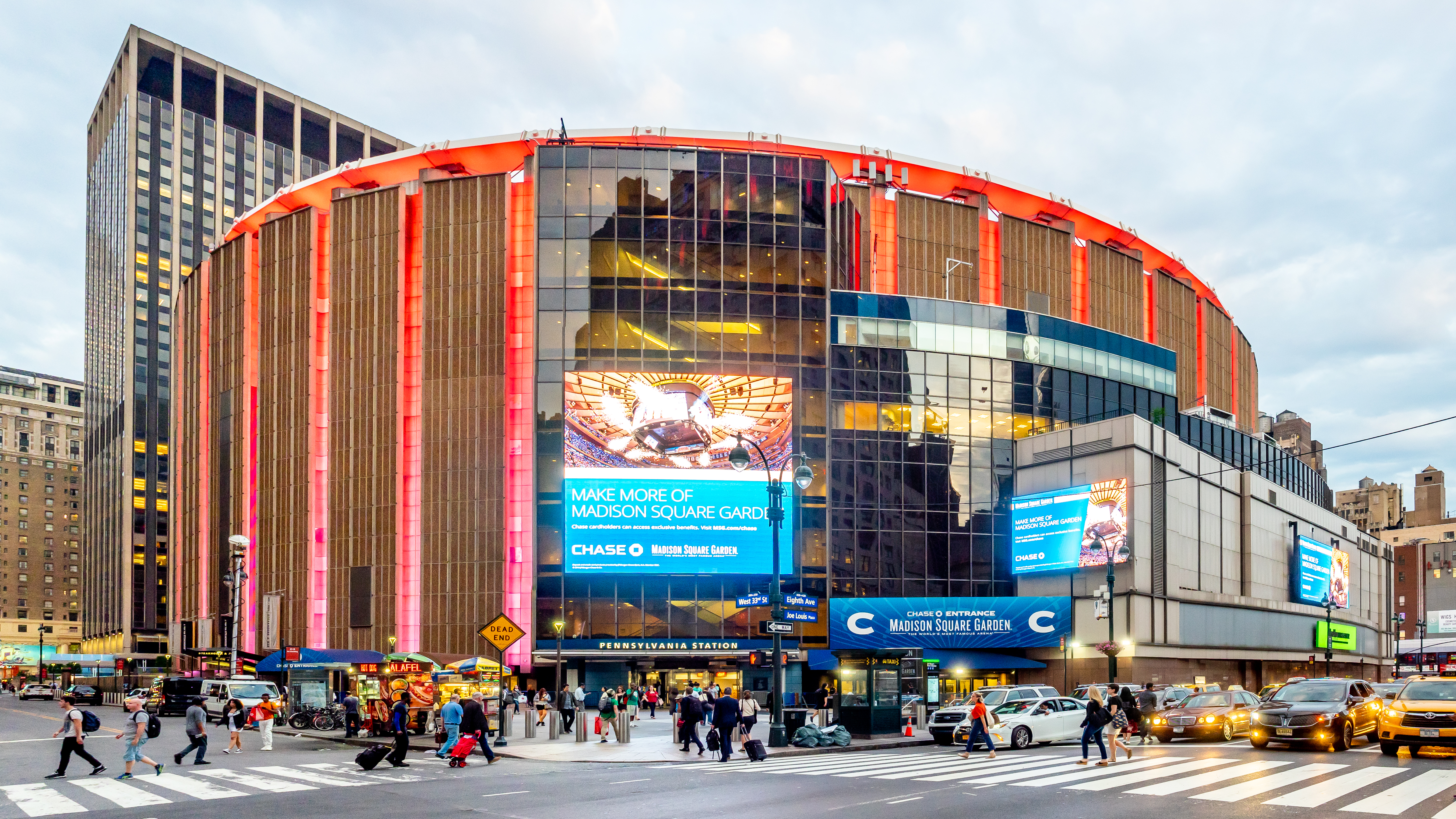
뉴욕 닉스의 홈경기장인 매디슨 스퀘어 가든

| 경기장                 | 사용기간      | 수용인원 | 장소        | 비고        |
| ---------------------- | ------------- | -------- | ----------- | ----------- |
| 뉴욕 닉스              |               |          |             |             |
| 매디슨 스퀘어 가든 III | 1946년~1968년 | 16,000명 | 뉴욕주 뉴욕 | 빈칸        |
| 69th 레지멘트 아머리   | 1946년~1960년 | 5,000명  | 뉴욕주 뉴욕 | 제2홈경기장 |
| 매디슨 스퀘어 가든 IV  | 1968년~현재   | 19,812명 | 뉴욕주 뉴욕 | 빈칸        |

## 영구 결번
| 번호      | 이름            | 포지션 | 활동 기간                   | 비고                           |
| --------- | --------------- | ------ | --------------------------- | ------------------------------ |
| 뉴욕 닉스 |                 |        |                             |                                |
| 6         | 빌 러셀         | 센터   | 빈칸                        | NBA 최초로 전 구단 영구결번됨. |
| 10        | 월트 프레이지어 | 가드   | 1967년~1977년               | 빈칸                           |
| 12        | 딕 바넷         | 가드   | 1965년~1974년               | 빈칸                           |
| 15        | 얼 먼로         | 가드   | 1972년~1980년               | 빈칸                           |
| 15        | 딕 맥과이어     | 가드   | 1949년~1957년               | 1965년~1967년 감독             |
| 19        | 윌리스 리드     | 센터   | 1964년~1974년               | 1977년~1978년 감독             |
| 22        | 데이브 드버슈어 | 포워드 | 1969년~1974년               | 빈칸                           |
| 24        | 빌 브래들리     | 포워드 | 1967년~1977년               | 빈칸                           |
| 33        | 패트릭 유잉     | 센터   | 1985년~2000년               | 빈칸                           |
| 613       | 레드 홀츠먼     | 빈칸   | 1967년~1977년 1978년~1982년 | 뉴욕 닉스에서 기록한 승수이다. |

## 라이벌
- 보스턴 셀틱스
- 브루클린 네츠
- 시카고 불스
- 인디애나 페이서스
- 마이애미 히트